# Седам шпанских народних песама
Седам шпанских народних песама (шп. Siete canciones populares españolas) је назив музичког дела за глас и клавир које је компоновао шпански композитор Мануел де Фаља.
Фаља је песме написао 1914. године, током последњих месеци свог боравка у Паризу, и посветио их Иди Годовској. Премијерно су изведене наредне године у мадридском Атенеуму, као почаст њему и Хоакину Турини. Песме је певала сопран Луиса Вела, а на клавиру је свирао композитор. Према сведочењу Марије Лехараге, премијера је доживела неочекивани неуспех. Разлог је вероватно у томе што је мадридска публика очекивала нешто "интернационалније" од Фаље који се вратио из Париза са ореолом успеха након извођења опере Кратак живот. Међутим, након што су песме објављене 1922. године, стекле су огромну популарност. Уследило је мноштво транскрипција, од којих су најпознатије оне за виолину и клавир и за виолончело. Овај циклус од седам соло песама постао је једно од најомиљенијих дела Мануела де Фаље и заузима једно од најзначајнијих места у шпанском вокалном репертоару.
Седам шпанских народних песама су аутентичне уметничке песме, изврсно модулиране, у којима рафинирани детаљи нису могли да засене елементе укорењене у народној традицији и култури. Надахнуте различитим деловима Шпаније, песме сачињавају уравнотежену и хомогену целину, неку врсту мозаика у ком се сваки део тачно и хармонично уклапа у општу слику.
Седам шпанских народних песама су:
1. El Paño Moruno (Маварско сукно)
2. Seguidilla Murciana (Мурсијска сегидиља)
3. Asturiana (Астуријана)
4. Jota (Хота)
5. Nana (Успаванка)
6. Canción (Песма)
7. Polo (Поло)